# Charon (måne)
 For alternative betydninger, se Charon. (Se også artikler, som begynder med Charon)
 Der er for få eller ingen kildehenvisninger i denne artikel, hvilket er et problem. Du kan hjælpe ved at angive troværdige kilder til de påstande, som fremføres i artiklen.

Charon er den største kendte måne der kredser om himmellegemet Pluto. Den blev fundet 22. juni 1978 af astronomen James Christy som opdagede at billeder af Pluto til tider havde en lille "udbulning". Denne "bule" fik den midlertidige betegnelse S/1978 P 1. Christy foreslog navnet "Charon" efter færgemanden der i græsk mytologi sejlede de døde til dødsriget. Dette navn blev vedtaget af den Internationale Astronomiske Union i 1985.
Charon kredser om Pluto i løbet af 6 dage, 9 timer og 18 minutter, og med denne information kunne man bruge Newtons matematiske udlægning af Keplers love til at bestemme Plutos masse – noget man siden opdagelsen af Pluto kun havde kunnet gisne om.

På grund af tidevandskræfter roterer Pluto og Charon begge om deres akser på den samme tid, som det tager Charon at gennemføre et omløb om Pluto; resultatet er, at de to kloder altid vender den samme side mod hinanden – såkaldt bunden rotation.
Charons diameter er 1.172 kilometer, hvilket er lidt under halvdelen af Plutos; dette giver Charon rekorden blandt måner med hensyn til størrelse i forhold til moderplaneten. Af den grund betragter nogle Pluto og Charon som en slags "dobbeltplanet" snarere end en planet og dens måne. Mens Plutos overflade består af frosset kvælstof, menes Charons at bestå af almindelig is, dvs. frosset vand.
Robin Canup offentliggjorde i 2005 resultaterne af nogle computersimulationer som antyder, at Charon kunne være blevet dannet ved at et 1.000–2.000 km stort objekt fra Kuiperbæltet har ramt Pluto med ca. 1 kilometer i sekundet. Charon skulle da være dannet af de "sprængstykker", der blev slynget ud ved denne kollision, men da man ved meget lidt om de to kloders stoflige sammensætning, har man ikke meget at understøtte denne teori med.